# Stankovci (żupania zadarska)
Stankovci – wieś w Chorwacji, w żupanii zadarskiej, w gminie Stankovci. W 2011 roku liczyła 688 mieszkańców.